# Sandra Ballesteros
Sandra Ballesteros (Buenos Aires; 8 de agosto de 1961) es una actriz y cantante argentina.

## Cine
- Subiela, El Mago - (2021)
- Zenitram - (2010)
- Cuando ella saltó - (2007)
- Visitante de invierno - (2006)
- Buenos Aires 100 kilómetros - (2004)
- Cruz de sal - (2003)
- Iván y Eva - (corto 2002)
- El lado oscuro del corazón 2 - (2001)
- Dónde estaba Dios cuando te fuiste (cortometraje 1999)
- Tango - (1998)
- Doña Bárbara - (1998)
- El sekuestro - (1996)
- No te mueras sin decirme adónde vas - (1995)
- Alma gitana - (1995)
- El camino de los sueños - (1993)
- Las boludas - (1993)
- El lado oscuro del corazón - (1992)
- Le roi de Patagonie - (Telefilm - 1990)
- A dos aguas - (1987)
- Juego perverso - (Inconclusa - 1984)
- Un loco en acción - (1983)
- ¿Somos? - (1982)

## Televisión
- Compuesta y sin novio - (3 episodios, 1994)
- La marca del deseo - (1995)
- Como pan caliente - (1996)
- Archivo negro - (1997)
- Naranja y media - (1997) - (Mónica)
- R.R.D.T - (1997-1998) - (Vera Martínez)
- Gasoleros - (1998) - (Mónica)
- Verano del '98 - (1998-1999) - (Sabrina)
- Las amantes - (2001)
- Resistiré - (2003) - (Eva Santoro)
- Historias de sexo de gente común - (2004) - (Gladys)
- Alma pirata - (2006) - (Juana)
- Cantando por un sueño I - (2006) - Participante junto con Andrés Olarte. Pareja semifinalista
- Mujeres asesinas 2 - Cap. 14: Ana, sometida - (Graciela) - (2006)
- El tiempo no para - (2006) - (Sofía)
- Lalola - (2007) - (Victoria)
- El donante - (2012)
- Guapas - (2014) - (Gloria)
- Se trata de nosotros - Cap. 4 (2015) - (Liliana)

## Videos musicales
- 2003: "Asesiname" - Charly García